# Campionati del mondo di atletica leggera 1991 - 10000 metri piani femminili
La specialità dei 10000 metri piani femminili dei campionati del mondo di atletica leggera 1991 si è svolta il 27 e 30 agosto al National Olympic Stadium di Tokyo, in Giappone.

## Podio
| Pos.    | Atleta       | Nazionalità   | Tempo    |
| ------- | ------------ | ------------- | -------- |
| Oro     | Liz McColgan | Gran Bretagna | 31'14"31 |
| Argento | Zhong Huandi | Cina          | 31'35"08 |
| Bronzo  | Wang Xiuting | Cina          | 31'35"99 |

## Situazione pre-gara

### Record
Prima di questa competizione, il record del mondo (RM) e il record dei campionati (RC) erano i seguenti.
| Record                | Prestazione                 | Atleta                      | Data                          | Competizione  |
| --------------------- | --------------------------- | --------------------------- | ----------------------------- | ------------- |
| Record mondiale       | 30'13"74                    | Ingrid Kristiansen Norvegia | 5 luglio 1986 Oslo, Norvegia  |               |
| Record dei campionati | Ingrid Kristiansen Norvegia | 31'05"85                    | 4 settembre 1987 Roma, Italia | Mondiali 1987 |

### Campionesse in carica
Le campionesse in carica, a livello mondiale e olimpico, erano:
| Campione | Atleta                           | Prestazione | Data                                  | Competizione                |
| -------- | -------------------------------- | ----------- | ------------------------------------- | --------------------------- |
| Olimpico | Olga Bondarenko Unione Sovietica | 31'05"21    | 30 settembre 1988 Seul, Corea del Sud | Giochi della XXIV Olimpiade |
| Mondiale | Ingrid Kristiansen Norvegia      | 31'05"85    | 4 settembre 1987 Roma, Italia         | Mondiali 1987               |

## Risultati

### Batterie
I primi 10 di ogni batteria (Q) e i 5 tempi migliori tra gli esclusi (q) si qualificano alla finale.

#### Batteria 1
| Pos. | Atleta                 | Nazionalità      | Tempo    | Note |
| ---- | ---------------------- | ---------------- | -------- | ---- |
| 1    | Iulia Negura-Olteanu   | Romania          | 31'52"58 | Q    |
| 2    | Wang Xiuting           | Cina             | 31'53"13 | Q    |
| 3    | Kathrin Ullrich        | Germania         | 31'54"05 | Q    |
| 4    | Jill Hunter            | Regno Unito      | 31'55"55 | Q    |
| 5    | Annette Sergent-Palluy | Francia          | 31'55"97 | Q    |
| 6    | Luchia Yishak          | Etiopia          | 31'56"42 | Q    |
| 7    | Lynn Jennings          | Stati Uniti      | 31'56"52 | Q    |
| 8    | Carole Rouillard       | Canada           | 31'56"74 | Q    |
| 9    | Izumi Maki             | Giappone         | 31'57"23 | Q    |
| 10   | Conceição Ferreira     | Portogallo       | 31'59"13 | Q    |
| 11   | Tatyana Pozdnyakova    | Unione Sovietica | 32'00"24 | q    |
| 12   | Wang Yongmei           | Cina             | 32'00"27 | q    |
| 13   | Delilah Asiago         | Kenya            | 32'04"53 | q    |
| 14   | Rosanna Munerotto      | Italia           | 32'05"75 | q    |
| 15   | Suzana Ciric           | Jugoslavia       | 32'28"09 |      |
| 16   | Lieve Slegers          | Belgio           | 32'31"55 |      |
| 17   | Carmem de Oliveira     | Brasile          | 32'36"44 |      |
| 18   | Claudia Dreher         | Germania         | 32'44"94 |      |
| 19   | Olga Nazarkina         | Unione Sovietica | 32'55"65 |      |
| 20   | Zita Agoston           | Ungheria         | 33'07"19 |      |
| 21   | Martha Ernstsdottir    | Islanda          | 33'10"93 |      |
| 22   | Maria-Luisa Servin     | Messico          | 33'13"70 |      |
| 23   | Jenny Lund             | Australia        | 33'15"18 |      |
| 24   | Valerie McGovern       | Irlanda          | 35'08"40 |      |

#### Batteria 2
| Pos. | Atleta                 | Nazionalità      | Tempo    | Note |
| ---- | ---------------------- | ---------------- | -------- | ---- |
| 1    | Derartu Tulu           | Etiopia          | 31'45"95 | Q    |
| 2    | Ingrid Kristiansen     | Norvegia         | 31'50"36 | Q    |
| 3    | Liz McColgan           | Regno Unito      | 31'54"67 | Q    |
| 4    | Zhong Huandi           | Cina             | 31'58"82 | Q    |
| 5    | Uta Pippig             | Germania         | 32'00"76 | Q    |
| 6    | Miki Igarashi          | Giappone         | 32'01"04 | Q    |
| 7    | Albertina Dias         | Portogallo       | 32'03"76 | Q    |
| 8    | Päivi Tikkanen         | Finlandia        | 32'06"67 | Q    |
| 9    | Yelena Romanova        | Unione Sovietica | 32'06"73 | Q    |
| 10   | Jane Ngotho            | Kenya            | 32'09"38 | Q    |
| 11   | Anne Marie Letko-Lauck | Stati Uniti      | 32'26"65 | q    |
| 12   | Akemi Matsuno          | Giappone         | 32'31"18 |      |
| 13   | Marcianne Mukamurenzi  | Ruanda           | 32'33"27 |      |
| 14   | Lisa Harvey            | Canada           | 32'41"87 |      |
| 15   | Rosario Murcia         | Francia          | 32'49"75 |      |
| 16   | Olga Appell            | Messico          | 32'54"63 |      |
| 17   | Susan Hobson           | Australia        | 33'21"20 |      |
| 18   | Odile Ohier            | Francia          | 33'22"55 |      |
| 19   | Lesley Morton          | Nuova Zelanda    | 33'23"17 |      |
| 20   | María del Carmen Díaz  | Messico          | 33'46"24 |      |
| 21   | Anuța Cătună           | Romania          | 34:12"44 |      |
| 22   | Griselda González      | Argentina        | 34:16"26 |      |
| 23   | Vilma Peña             | Costa Rica       | 35:06"98 |      |
| -    | Francie Larrieu-Smith  | Stati Uniti      | dnf      |      |
| -    | Fernanda Marques       | Portogallo       | dnf      |      |

### Finale
| Pos. | Atleta                 | Nazionalità      | Tempo    | Note |
| ---- | ---------------------- | ---------------- | -------- | ---- |
|      | Liz McColgan           | Regno Unito      | 31'14"31 |      |
|      | Zhong Huandi           | Cina             | 31'35"08 |      |
|      | Wang Xiuting           | Cina             | 31'35"99 |      |
| 4    | Kathrin Ullrich        | Germania         | 31'38"96 |      |
| 5    | Lynn Jennings          | Stati Uniti      | 31'54"44 |      |
| 6    | Uta Pippig             | Germania         | 31'55"68 |      |
| 7    | Ingrid Kristiansen     | Norvegia         | 32'10"75 |      |
| 8    | Derartu Tulu           | Etiopia          | 32'16"55 |      |
| 9    | Jill Hunter            | Regno Unito      | 32'24"55 |      |
| 10   | Luchia Yishak          | Etiopia          | 32'27"61 |      |
| 11   | Conceição Ferreira     | Portogallo       | 32'29"12 |      |
| 12   | Delilah Asiago         | Kenya            | 32'33"71 |      |
| 13   | Tatyana Pozdnyakova    | Unione Sovietica | 32'35"17 |      |
| 14   | Wang Yongmei           | Cina             | 32'40"22 |      |
| 15   | Rosanna Munerotto      | Italia           | 32'44"43 |      |
| 16   | Miki Igarashi          | Giappone         | 32'44"62 |      |
| 17   | Iulia Negura-Olteanu   | Romania          | 32'53"57 |      |
| 18   | Carole Rouillard       | Canada           | 32'58"77 |      |
| 19   | Annette Sergent-Palluy | Francia          | 33'01"92 |      |
| 20   | Izumi Maki             | Giappone         | 33'27"84 |      |
| 21   | Jane Ngotho            | Kenya            | 33'36"91 |      |
| —    | Albertina Dias         | Portogallo       | dnf      |      |
| —    | Yelena Romanova        | Unione Sovietica | dnf      |      |
| —    | Päivi Tikkanen         | Finlandia        | dnf      |      |
| —    | Anne Marie Letko-Lauck | Stati Uniti      | dnf      |      |